# Centro Universitário Avantis
O Centro Universitário Avantis (UNIAVAN) é uma instituição de ensino superior fundada em 2002, com sede em Balneário Camboriú. Possui 9 polos próprios. Oferece cursos superiores nas modalidades presencial, ead, pós-graduação e MBA. 
Notas do MEC:
- Nota 5 na modalidade presencial
- Nota 5 na modalidade EAD
- Nota 4 nos cursos de Pós-graduação e MBA

## Dados da instituição
A UNIAVAN até 2018 era chamada Faculdade Avantis, sendo renomeada para UNIAVAN quando passou a ser Centro Universitário naquele ano. A instituição oferta mais de 30 cursos de graduação presencial, graduação EAD e mais de 40 cursos de pós-graduação, entre especialização e MBA, contando atualmente com mais de 8 mil alunos. A UNIAVAN possui polos nas cidades de Itapema, Florianópolis, Itajaí, Brusque, Blumenau, Rio do Sul, Joinville e Campina Grande (PB). A nota 5 do MEC tanto na modalidade presencial quanto na modalidade ead torna a UNIAVAN em uma das únicas a possuírem nota máxima do MEC, o que comprova qualidade no ensino, qualidade em estrutura e qualidade de vida do aluno.

## História
O Centro Universitário Avantis – UNIAVAN, foi fundado em 2002, como a Faculdade Avantis, em Balneário Camboriú. Com o objetivo de contribuir para o desenvolvimento da cidade e da região por meio da oferta de educação superior acessível e de qualidade, a então Avantis conquistou o seu espaço no mercado educacional. Em 2017, a instituição conquistou o posto de melhor Faculdade de Santa Catarina, sendo recredenciada com conceito 5, nota máxima emitida pelo Ministério da Educação (MEC). No ano de 2018 passou a ser Centro Universitário, tornando-se UNNIAVAN, novamente com conceito 5.
Atualmente, a UNIAVAN oferta diversos cursos de graduação, presenciais e EaD, em diferentes segmentos como Engenharias, Saúde, Gestão, Tecnologia e outros.
Já a Pós-graduação, conta com 40 cursos de especialização e MBA em várias áreas, com formações que refletem a conjuntura atual que o mercado exige.
Outro destaque é o Colégio UNIAVAN, que surge como uma opção para quem busca um Ensino Médio de qualidade pensando no futuro profissional. 

## Tecnologia, inovação e foco no mercado
A UNIAVAN busca ofertar formações extremamente práticas e com foco nas novas tendências profissionais e exigências do mercado.
Nos últimos anos, a instituição têm se destacado em tecnologia e inovação, por meio de uma construção de ponta que dá suporte a diversos laboratórios e centros, dentre eles modernas clínicas e espaços na área da saúde, um laboratório pioneiro em Odontologia Digital, salas de Criatividade e Inovação, equipamentos para trabalhos de impressão em 3D, além de avançados laboratórios específicos e softwares para todos os cursos ofertados.
A UNIAVAN ainda conta com uma equipe de professores formada por profissionais mestres e doutores, extremamente preparados e com ampla experiência de mercado para entregar aos alunos conteúdos de vanguarda e focados na realidade e tendências de cada profissão.

## Estrutura
O campus principal está localizado na Av. Marginal Leste, 3600 - Estados, Balneário Camboriú - SC, 88339-125. Em sua estrutura o campus conta com: 
- Biblioteca - acervo com mais de 50 mil exemplares
- 3 cantinas
- Estacionamento para mais de 500 carros
- Auditório internacional - capacidade para 800 pessoas
- Quadra de esportes
- Piscina
- Sala do coral
- 4 Laboratórios de informática
- Laboratórios de engenharias elétrica, mecânica e civil
- Laboratório tecnológico, 3D
- Laboratórios de Medicina Veterinária